# Lijst van nummer 1-dvd's in de Nederlandse Muziek DVD Top 30 in 2004
Dit is een lijst van nummer 1-dvds in de Nederlandse Muziek DVD Top 30 in 2004.
| Nummer | Datum        | Artiest           | Titel                                       |
| ------ | ------------ | ----------------- | ------------------------------------------- |
| 35     | 3 januari    | Robbie Williams   | What We Did Last Summer – Live At Knebworth |
|        | 10 januari   | Robbie Williams   | What We Did Last Summer – Live At Knebworth |
|        | 17 januari   | Robbie Williams   | What We Did Last Summer – Live At Knebworth |
|        | 24 januari   | Robbie Williams   | What We Did Last Summer – Live At Knebworth |
|        | 31 januari   | Robbie Williams   | What We Did Last Summer – Live At Knebworth |
| 36     | 7 februari   | Simply Red        | Home – Live In Sicily                       |
|        | 14 februari  | Simply Red        | Home – Live In Sicily                       |
|        | 21 februari  | Simply Red        | Home – Live In Sicily                       |
|        | 28 februari  | Simply Red        | Home – Live In Sicily                       |
| 37     | 6 maart      | Marco Borsato     | Onderweg – Live in de Kuip                  |
| 38     | 13 maart     | K3                | In Wonderland                               |
|        | 20 maart     | K3                | In Wonderland                               |
| 39     | 27 maart     | Marco Borsato     | Zien                                        |
|        | 3 april      | Marco Borsato     | Zien                                        |
|        | 10 april     | Marco Borsato     | Zien                                        |
|        | 17 april     | Marco Borsato     | Zien                                        |
|        | 24 april     | Marco Borsato     | Zien                                        |
|        | 1 mei        | Marco Borsato     | Zien                                        |
|        | 8 mei        | Marco Borsato     | Zien                                        |
|        | 15 mei       | Marco Borsato     | Zien                                        |
|        | 22 mei       | Marco Borsato     | Zien                                        |
|        | 29 mei       | Marco Borsato     | Zien                                        |
| 40     | 5 juni       | Hans Teeuwen      | Industry of love                            |
|        | 12 juni      | Hans Teeuwen      | Industry of love                            |
|        | 19 juni      | Hans Teeuwen      | Industry of love                            |
| 41     | 26 juni      | BLØF              | Live 2004                                   |
|        | 3 juli       | BLØF              | Live 2004                                   |
|        | 10 juli      | BLØF              | Live 2004                                   |
|        | 17 juli      | BLØF              | Live 2004                                   |
|        | 24 juli      | BLØF              | Live 2004                                   |
| 42     | 31 juli      | UB40              | Homegrown In Holland Live                   |
| 43     | 7 augustus   | Simon & Garfunkel | The Concert In Central Park                 |
| 44     | 14 augustus  | BLØF              | Live 2004                                   |
| 45     | 21 augustus  | UB40              | Homegrown In Holland Live                   |
|        | 28 augustus  | UB40              | Homegrown In Holland Live                   |
|        | 4 september  | UB40              | Homegrown In Holland Live                   |
| 46     | 11 september | Ch!pz             | The Next Adventure                          |
| 47     | 18 september | René Froger       | Live At The Arena                           |
|        | 25 september | René Froger       | Live At The Arena                           |
|        | 2 oktober    | René Froger       | Live At The Arena                           |
| 48     | 9 oktober    | André Hazes       | 25 jaar Hazes – Live in de Amsterdam Arena  |
| 49     | 16 oktober   | Frans Bauer       | Live in Ahoy’ 2003                          |
| 50     | 23 oktober   | Marco Borsato     | Zien – Live In de Kuip 2004                 |
|        | 30 oktober   | Marco Borsato     | Zien – Live In de Kuip 2004                 |
|        | 6 november   | Marco Borsato     | Zien – Live In de Kuip 2004                 |
|        | 13 november  | Marco Borsato     | Zien – Live In de Kuip 2004                 |
|        | 20 november  | Marco Borsato     | Zien – Live In de Kuip 2004                 |
|        | 27 november  | Marco Borsato     | Zien – Live In de Kuip 2004                 |
|        | 4 december   | Marco Borsato     | Zien – Live In de Kuip 2004                 |
|        | 11 december  | Marco Borsato     | Zien – Live In de Kuip 2004                 |
|        | 18 december  | Marco Borsato     | Zien – Live In de Kuip 2004                 |
|        | 25 december  | Marco Borsato     | Zien – Live In de Kuip 2004                 |

2002 ·
2003 ·
2004 ·
2005 ·
2006 ·
2007 ·
2008 ·
2009 ·
2010 ·
2011 ·
2012 ·
2013 ·
2013 ·
2015 ·
2016 ·
2017 ·
2018 ·
2019
- Nederland (Top 40)
- Nederland (Single Top 100)
- Nederland (3FM Mega Top 50)
- Nederland (Outlaw 41)
- Nederland (DVD Top 30)
- Vlaanderen (Radio 2 Top 30)
- Vlaanderen (Ultratop 50)
- Vlaanderen (Top 30 van Ultratop)
- Wallonië
- Australië
- Denemarken
- Duitsland
- Frankrijk
- Ierland
- Italië
- Nieuw-Zeeland
- Noorwegen
- Oostenrijk
- Verenigd Koninkrijk
- Verenigde Staten (Hot 100)
- Zweden
- Zwitserland